# 勞達航空004號班機空難
勞達航空004號班機是勞達航空（Lauda Air）一由香港前往奧地利維也納並中停泰國曼谷的航班。1991年5月26日，一架飛航此航班的波音767-3Z9ER客機在泰國至奧地利的航段中，於起飛不久後在空中失事解體。全機223人罹難。

## 經過
1991年5月26日曼谷時間23時10分，004號班機從廊曼國際機場起飛，前往維也納，機上有213名乘客與10名機員，包括48歲的機長托瑪斯·J·威爾士（Thomas J. Welch，美國人），飛行時間達11750小時，和41歲副機長約瑟夫·索納（Josef Thurner，奧地利人），飛行時間達6500小時。
23時22分，機長與副駕駛留意到目視警告，顯示一項可能的系統故障，有機會導致一號發動機的推力反向器在飛行中突然打開。兩人參考過飛機的快速參考手冊後，斷定有關警告「僅屬提示性通知」而未有採取任何行動。
23時31分，當飛機在泰國烏泰他尼府Ban Nong Rong森林（与素攀武里府交界处）的上空飛行時，一號發動機的推力反向器在飛行中突然打開。飛行紀錄器紀錄到凡納最後的話：「（推力）反向器打開了！」（Reverser's deployed!）該767因而失速下降，並於4000尺（1200米）的高空解體，殘骸散落在素攀武里府的一個雨林區。機上223名乘客與機員無一生還。此為唯一一宗非由直接人為動作或錯失而導致的767致死意外事故，亦為泰國境內至今最多人死亡的空難。
| 國籍           | 乘員數 | 組員數 | 總計 |
| -------------- | ------ | ------ | ---- |
| 奥地利         | 74     | 9      | 83   |
|                | 1      | 0      | 1    |
| 巴西           | 1      | 0      | 1    |
| 中华人民共和国 | 6      | 0      | 6    |
| 德国           | 4      | 0      | 4    |
| 英屬香港       | 52     | 0      | 52   |
| 匈牙利         | 2      | 0      | 2    |
| 義大利         | 10     | 0      | 10   |
| 菲律賓         | 2      | 0      | 2    |
| 波蘭           | 1      | 0      | 1    |
| 葡萄牙         | 3      | 0      | 3    |
| 瑞士           | 7      | 0      | 7    |
| 中華民國       | 3      | 0      | 3    |
| 泰國           | 39     | 0      | 39   |
| 土耳其         | 1      | 0      | 1    |
| 英国           | 2      | 0      | 2    |
| 美国           | 2      | 1      | 3    |
| 南斯拉夫       | 3      | 0      | 3    |
| 總計           | 213    | 10     | 223  |

## 調查
勞達航空的老闆，退休一級方程式賽車車手尼基·勞達（Niki Lauda）聞訊後飛赴泰國，並親自視察空難現場，尋找到重組事故起因的資訊：飛機的推力反向器隔離閥發生故障。勞達其後在英國使用一台波音767模擬器進行實驗，驗證他的發現，並在記者招待會中交代有關的發現。
其後的官方調查確認了勞達的發現，而波音亦因此改良推力反向器系統，以防止同類的事故再次發生。航空作家麥克瑟爾‧約伯提到：「如果事故中的波音767屬於較早期的型號，即發動機是通過機械控制，而非電子控制，這次事故『就不會』發生。」
此次事件震驚航空界。此前業內普遍認為推力反向器意外打開不至於造成飛機立即失控的險情。事實上此結論是源於70年代的飛機。到90年代，機翼，發動機，吊艙以及推力反向器本身的設計均多有變化，推力反向器意外展開造成的影響已經大大增強。波音在測試767性能時亦曾經測試過推力反向器在空中展開的情況，並得出“僅損失10%的升力，飛機仍可控制並可安全降落”的結論。但波音的測試時是在較低高度，較低空速下進行的，與事故班機的條件顯著不同。經過模擬器測試發現，在當時的環境下一旦推力反向器意外展開，在飛機完全失控之前，飛行員僅有4~6秒的時間做出完全相反的操作搶救，考慮到人的反應速度和操作速度，實際幾乎不可能成功挽救飛機。

## 事故之後

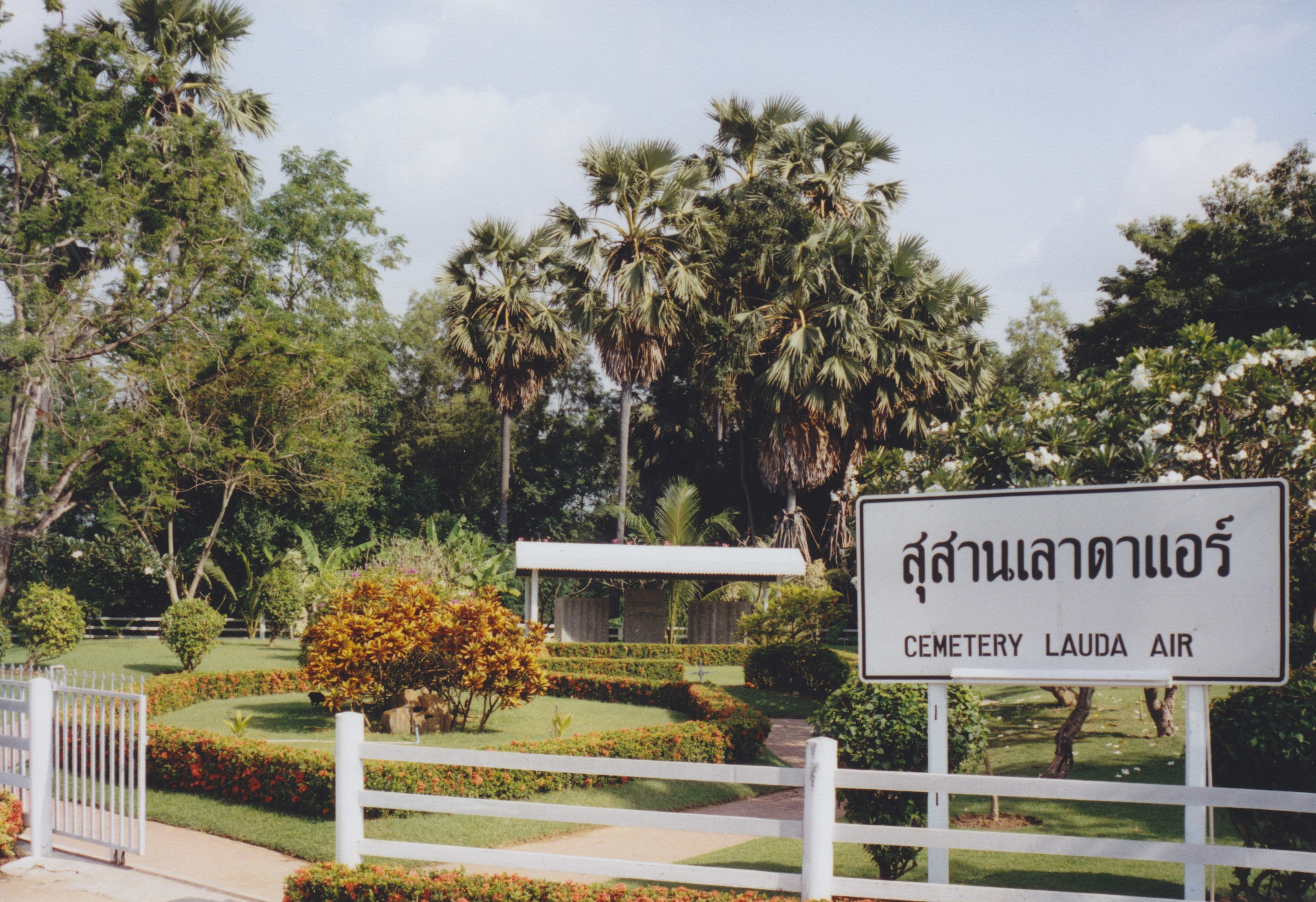
勞達航空004號班機空難的衣冠冢

這次空難是歷來首宗、亦是至今導致最多搭客死亡的767客機空難事故。空難發生後，勞達航空將原本的航班編號NG4改為NG8；當勞達航空於1997年接收了4架波音777客機後，該航班改以波音777執行。2000年與奧地利航空合併後，來往香港的航班被取消，而勞達航空機隊中的廣體客機都悉數改披奧地利航空塗裝，並繼續服役於奧地利航空的長程航線上。2016年9月5日，奧地利航空宣佈重啟維也納至香港航班，每週五班，由波音777執飛，但該航線已於2018年10月底結束營運。

## 乘客
- 包括乘客和機組人員在內共有83人為奧地利國籍。
- 班機中有125人在香港登機，其餘則在曼谷登機。

### 著名人物
- Donald McIntosh：聯合國資深的禁毒人員，43歲。空難發生後，人們紛紛猜測這次空難是為了暗殺他。後來聯合國发言人澄清，他不可能是暗殺目標。[6]
- 清邁省省長Pairat Decharin（英语：Pairat Decharin）（ไพรัตน์ เดชะรินทร์）及其妻子[7], Mom Sinuan Na Chiangmai（หม่อมศรีนวล ณ เชียงใหม่）[8]
- Clemens August Andreae（英语：Clemens August Andreae） （Clemens August（德语：Clemens August Andreae））[9]
- Winit Winitchaiyaphak （วินิจ วินิจฉัยภาค）[10]
- Chao Phongkaeo Na Lamphun (เจ้าพงศ์แก้ว ณ ลำพูน)[8]

## 類似事故
- 1946年7月7日，一架休斯XF-11（英语：Hughes XF-11）型飛機試飛時，推力反向器（一個可變仰角的螺旋槳）在飛行途中錯誤打開，結果墜毀。
- 1992年6月6日，巴拿馬航空201號班機空難同樣是俯衝導致解體。
- 1996年10月31日，巴西天馬航空402號班機於聖保羅市孔戈尼亞斯國際機場起飛前往里約熱內盧，推力反向器在起飛時打開，並失控撞向機場跑道末端的往宅區，造成全機96人及地面3人喪生。

## 紀錄片
- 本次事故，被收錄於空中浩劫第十四季第二集，Niki Lauda: Testing The Limits（尼基·勞達 極限抗衡）中。

## 外部連結
- PlaneCrashInfo.Com - Lauda Air Flight 004 （页面存档备份，存于）
- （英文） 勞達航空004號班機的事故調查報告 (英文) - Aircraft Accident Investigation Committee, Ministry of Transport and Communications Thailand, Prepared for World Wide Web usage by Hiroshi Sogame (十亀 洋 Sogame Hiroshi), a member of the Safety Promotion Committee (総合安全推進) of All Nippon Airways
- （泰文） "การสอบสวนอากาศยานประสบอุบัติเหต" Department of Civil Aviation (Thailand)
- 出事前的OE-LAV(Aviation Safety Network) （页面存档备份，存于）
- 飛機出事後的照片(AirDisaster.Com)